# Czarnia (fumetto)
Czarnia è un pianeta dell'universo a fumetti DC Comics, devastato dal cacciatore di taglie Lobo (anch'egli Czarniano e ultimo sopravvissuto della sua razza).

## Storia
Czarnia fin dalla notte dei tempi era sempre stata una terra di pace e amore, un regno di concordia e fratellanza. Un paradiso di gioia in cui il 99,86% degli incidenti, di qualsiasi tipo, veniva evitato, dove tutto era congegnato per funzionare al meglio, dove non esistevano la fame, la guerra, la povertà, la malattia, il dolore, dove tutti i desideri venivano esauditi.
Gli abitanti del pianeta erano teoricamente immortali, la morte infatti era contemplata solo come alternativa alla vita eterna. E fra di loro c'era amore reciproco, non c'erano mai state manifestazioni di odio, di violenza e nessun tipo di litigi o controversie, se si escludono quelle che si potevano risolvere con la semplice frase:
Niente andò storto per migliaia e migliaia di anni.
Un giorno in questo Eden nacque Lobo: la sua nascita fu un fenomeno tanto spaventoso che il dottore che assistette il parto finì con la testa fracassata e la levatrice finì in manicomio con quattro dita mozzate. Si dice che mentre il bimbo stava nascendo la levatrice stessa gridò:
E tutto a causa di un bambino appena nato.
I migliori scienziati del pianeta si interrogarono a lungo sulla causa di una tale crudeltà; qualcuno sosteneva si trattasse di un gene maligno, qualcuno insisteva sulla possessione demoniaca, qualcuno ipotizzò anche che il Destino aveva voluto in qualche modo controbilanciare l'eccessiva bontà di Czarnia. Nessuno comunque riuscì mai a spiegare il fenomeno Lobo, ma tutti erano d'accordo con quanto affermò la sua maestra della scuola materna, Lubla Blak:
Fin da quando aveva 2 anni aveva deciso che non voleva essere uguale a nessun altro, e aveva adottato come guardaroba la tenuta da motociclista che indossa tuttora; a 5 anni era diventato tanto feroce da squarciare la gola del suo preside Egon N'g, che scrisse sul pavimento sul quale morì il seguente messaggio (col suo stesso sangue):
Tutto il pianeta conosceva e temeva il suo nome, e cercava di evitarlo. Non poterono far niente però quando, all'età di circa 19 anni, la sua perversione divenne tale da spingerlo a voler essere unico in tutta la galassia, arrivando a una decisione definitiva: uccidere tutti gli abitanti del pianeta! Andò in un laboratorio biologico e generò una specie di insetti sconosciuta e mortale (lunga 117 micron, alata e simile ad uno scorpione), che era in grado di entrare nella pelle delle sue vittime e causare una morte orribile e agonizzante per avvelenamento del sangue, con formazione di grandi vesciche nere. Dopo essersi immunizzato agli effetti di questi insetti, li liberò nell'aria e si godette dal suo balcone lo spettacolo raccapricciante dello sterminio di un'intera razza: cinque miliardi di persone agonizzanti e deformi, con i corpi tumefatti che emanavano odore di putrefazione, con un echeggiare di voci disperate alla ricerca (vana) dei propri cari e della salvezza. Tutto questo mentre lui si ubriacava e suonava assoli di thrash metal con la chitarra.
L'eccitazione che gli generava questo momento era mille volte più forte e più soddisfacente della sua unica fiamma, Daline Zaand. Era la prova definitiva della sua passione smodata per la violenza e lo sterminio.
Durante il suo primo periodo come membro della L.E.G.I.O.N. Lobo scoprì però l'esistenza di un altro sopravvissuto Czarniano, che nel momento dello sterminio si trovava fuori dal pianeta: si trattava della sua odiata maestra di quarta elementare, Miss Tribb, sotto custodia da parte della L.E.G.I.O.N. e ricercata su più mondi per aver scritto il libro La biografia non autorizzata di Lobo. Lobo non poteva però ucciderla in quanto aveva l'incarico di scortarla viva da Oneida VI (dove era reclusa) a Cairn (quartier generale della L.E.G.I.O.N.), e l'Uomo mantiene sempre la sua parola.
Durante il viaggio di scorta, tra pestaggi, uccisioni e massacri, Lobo dovette trattenersi in più occasioni dall'uccidere la sua prigioniera, che non perdeva occasione per stuzzicarlo acidamente e cercare di portarlo pedantemente sulla retta via con frasi del tipo:
Questa convivenza forzata snervò Lobo a un livello tale da doverle tagliare le gambe per non farla più scappare (gli Czarniani perdono le capacità rigenerative con l'età), gesto che non contravveniva al patto di "portarla viva". Quando Vril Dox, il capo della L.E.G.I.O.N., chiese cosa fosse successo alle sue gambe, Lobo rispose così:
Finalmente, quando Dox prese in consegna Miss Tribb, Lobo poté sfogarsi e rompere il collo a quella che fino a quel momento era la "penultima Czarniana". Il contratto in effetti diceva di portarla viva fino alla custodia della L.E.G.I.O.N., non specificava nulla riguardo a dopo che era stata consegnata.
Lobo ritornò su Czarnia anni dopo, quando venne arruolato per insegnare ai soldati della compagnia insediata su una delle lune del pianeta a combattere. La cosa gli piacque, pur essendo ignaro che si trattava di una messinscena organizzata dai suoi figli illegittimi (centinaia e centinaia) per ucciderlo e fargli pagare il fatto di essere stato un padre così assente e menefreghista. Al momento del suo arrivo sulla base militare commentò così il suo ritorno sul suo pianeta natale:
[pausa] [Lobo emette una colossale flatulenza]
No... è semplice aerofagia!»
L'addestramento militare prevedeva anche l'organizzazione di un wargame su Czarnia, volto a tendere un'imboscata mortale a Lobo. Quello che nessuno sapeva però era che il pianeta e tutte le sue lune appartenevano all'Impero Rozzo, governato dall'imperatore Umberto, la cui flotta stellare era guidata da Chipp e Dayl, i ranger anti-salvataggio (chiara parodia di Chip n' Dale Rescue Rangers, in italiano Cip & Ciop agenti speciali). Tutti i figli illegittimi di Lobo vennero sterminati dalle astronavi dell'Impero Rozzo, a loro volta distrutte dall'ultimo Czarniano.
Alla fine la leader del gruppo dei suoi figli illegittimi, Su Lehmon, sopravvissuta al massacro, decise di gettare la maschera e di affrontare suo padre a viso aperto, in un combattimento frontale. Lo scontro fu duro e cruento, senza esclusione di colpi, tanto che Lobo riuscì a uscirne vincitore solamente generando un'esplosione atomica con una scoreggia.
Czarnia risentì molto pesantemente del bombardamento a tappeto dell'Impero Rozzo e del combattimento all'ultimo sangue tra Lobo e Su Lehmon, e metà di essa venne letteralmente polverizzata. Tuttora il pianeta è deserto e in completa rovina.

## Albi di riferimento
Tutte le storie di Lobo in cui veniva raccontata (o vissuta) la storia di Czarnia sono state pubblicate in Italia dalla Play Press.
Albi in cui si racconta dello sterminio degli Czarniani:
- Lobo: The Last Czarnian (novembre 1990 - febbraio 1991), miniserie di 4 numeri pubblicata in Italia nella rivista American Heroes nn. 2-5 (dicembre 1991 - marzo 1992) e poi nello speciale Lobo: L'ultimo Czarniano (marzo 1994)
- Lobo 0: Reservoir Mooks (ottobre 1994), pubblicato in Italia su Lobo (prima serie) n. 15 (giugno 1995)
- Lobo Annual 3: Year One (1995), pubblicato in Italia su Playmagazine n. 14 (marzo 1997)
- Lobo: Unbound (agosto 2003 - maggio 2004), miniserie di 6 numeri pubblicata in Italia nella rivista DC Universe nn. 7-12 (maggio - ottobre 2004) e poi nello speciale Lobo scatenato (dicembre 2005)

Albi in cui si racconta della morte del penultimo Czarniano:
- Lobo: The Last Czarnian (v. sopra)

Albi in cui si racconta della devastazione finale del pianeta:
- Lobo: Infanticide (ottobre 1992 - gennaio 1993), miniserie di 4 numeri pubblicata in Italia nello speciale Lobo: Infanticidio (novembre 1993)